# Höstblot

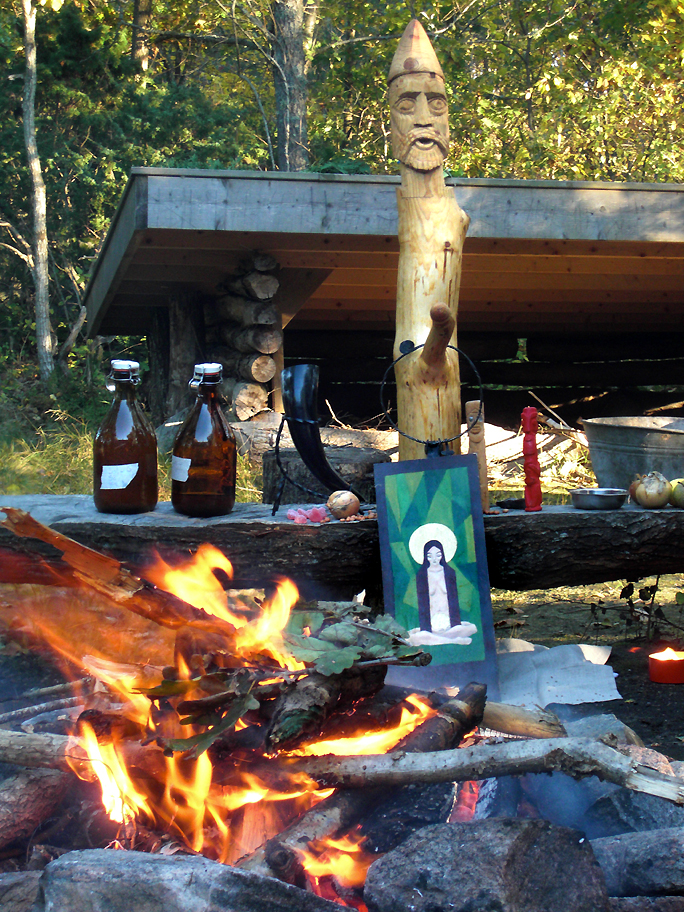
Gudabilder vid ett höstblot firat av dåvarande Sveriges Asatrosamfund 2009.

Höstblot eller höstdagjämningsblot är ett blot inom nordisk religion, vilket firas vid höstdagjämningen i slutet av september för att ta farväl av det ljusa halvåret och hälsa mörkrets och höstens ankomst. Höstblotet kan riktas till Sunna, Oden eller Freja. Kombineras höstblotet med ett skördeblot kan man även rikta sig till skördegudar som Frej och Tor för att tacka för det som varit. 
Höstjämningsblot innefattar även att man välkomnar den mörka delen av året tydligare än tidigare eftersom efter jämningen så är natten, den mörka delen av dygnet längre än den ljusa. Detta innebär att man hälsar gudar såsom Skade, Ull och ibland Höder välkomna.